# Erislandy Álvarez
Erislandy Álvarez Borges (* 14. Juli 2000 in Cienfuegos) ist ein kubanischer Boxer im Halbweltergewicht. Er gewann die Goldmedaille bei den Olympischen Spielen 2024 in Paris.

## Karriere
Álvarez gewann nach einer Finalniederlage gegen Alexy de la Cruz Silber im Halbweltergewicht bei den Zentralamerika- und Karibikspielen 2023 in San Salvador. Bei der Weltmeisterschaft 2023 in Taschkent gewann er die Silbermedaille im Leichtgewicht, nachdem er im Finale gegen Sofiane Oumiha unterlegen war.
2024 gewann er mit Siegen gegen Noah Timoteo, Cleisson Santos, Jaroslaw Chartsyz und Mukhammedsabyr Bazarbaiuly das 2. Olympiaqualifikationsturnier in Bangkok und startete daraufhin bei den Olympischen Spielen 2024 in Paris, wo er jeweils John Ume, Jugurtha Ait Bekka, Bunjong Sinsiri, Lascha Guruli und diesmal auch Sofiane Oumiha besiegte und Olympiasieger im Halbweltergewicht wurde.